# Данута Захар'ясевич
Данута Захар'ясевич з роду Баранюк (пол. Danuta Zachariasiewicz; 5 січня 1939, Коломия — 29 липня 2018, Глогув)  — польська плавчиня, срібна та бронзова призерка Літньої Універсіади 1961 року з плавання.

## Життєпис
Народилася Данута Захар'ясевич 5 січня 1939 року в Коломиї в родині Йозефа Баранюка та Леопольдіни Забагло.
Навчалася в 1-шій загальноосвітній середній школі імені Адама Міцкевича в Пруднику.
Свою кар'єру в плаванні почала під керівництвом тренера Євгеніуша Дурліка в клубі Włókniarz Prudnik. Виступаючи за клуб «Пруднік», виграла юніорський чемпіонат Польщі 1955 року.
З 1956 по 1962 рік вона представляла клуб «Шлеза» з Вроцлава, де її тренерами були Альфреда Наборчик і Здзіслав Наборчик. У вроцлавському клубі вона виграла чемпіонат Польщі серед дорослих на дистанції 400 м вільним стилем у 1958 і 1959 рр., 2 місце на чемпіонаті Польщі на дистанції 100 м вільним стилем у 1957 і 1958 рр., а також здобула бронзові медалі на дистанції 100 м вільним стилем у 1959 р., 400 м вільним стилем у 1960 р., на естафеті 4×100 м вільним стилем у 1957 році, на комплексній естафеті 4×100 м у 1957 році.
На Літній Універсіаді 1961 року в Софії Данута Захар'ясевич виграла срібну медаль на дистанції 400 м вільним стилем, а також бронзову в естафеті 4 х 100 метрів вільним стилем (її партнерками були Аліція Клемінська, Кристина Ягодзінська та Рената Тикерка).
Померла Данута Захар'ясевич 29 червня 2018 року в місті Глогув.